# Kaleke
Kaleke é uma cidade do Paquistão localizada na província de Punjab.